# Kienzle (azienda)
Kienzle è una casa orologiera tedesca fondata nel 1822.

## Storia

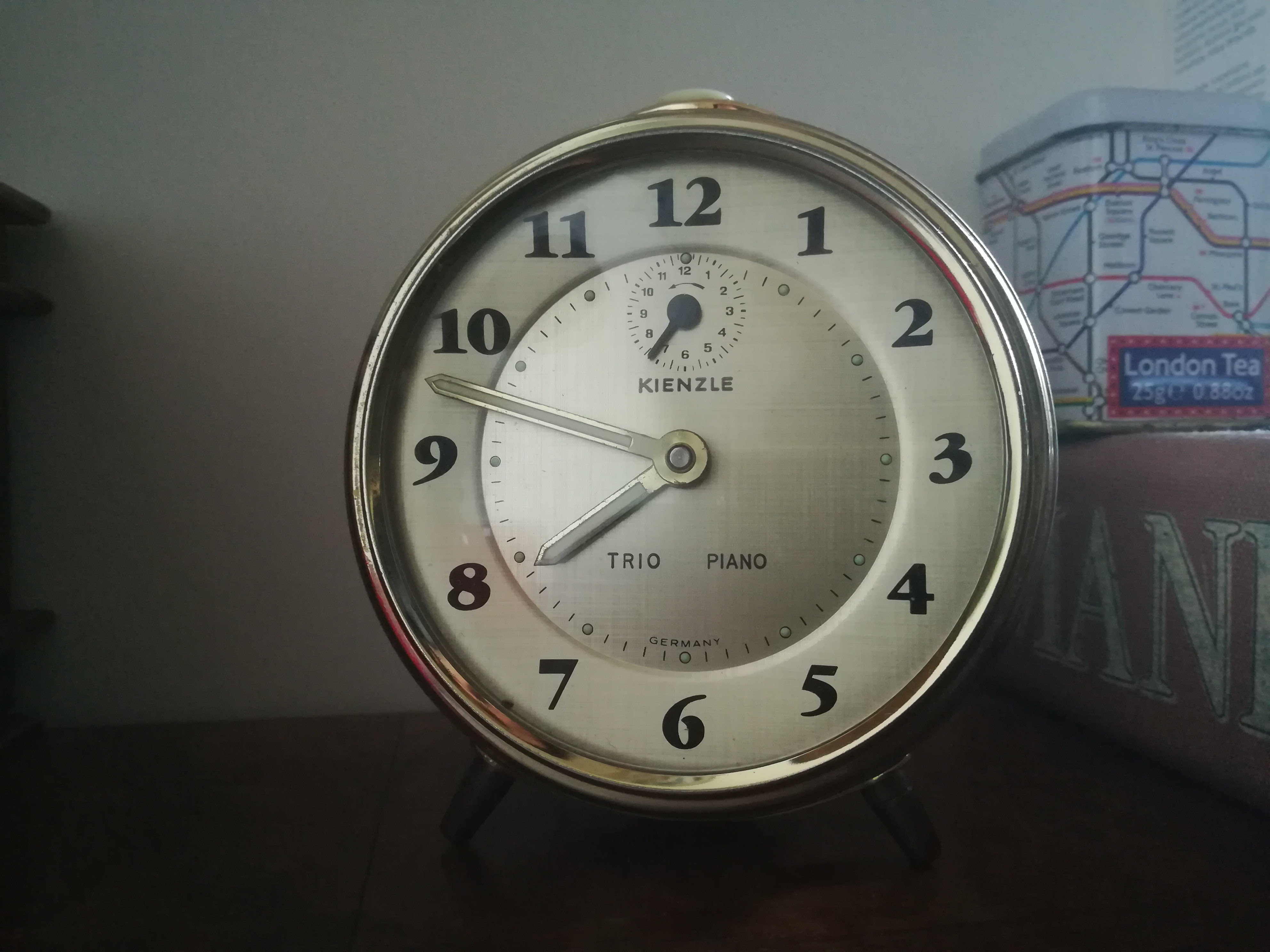
Kienzle Trio Piano da tavolo, fine anni '60

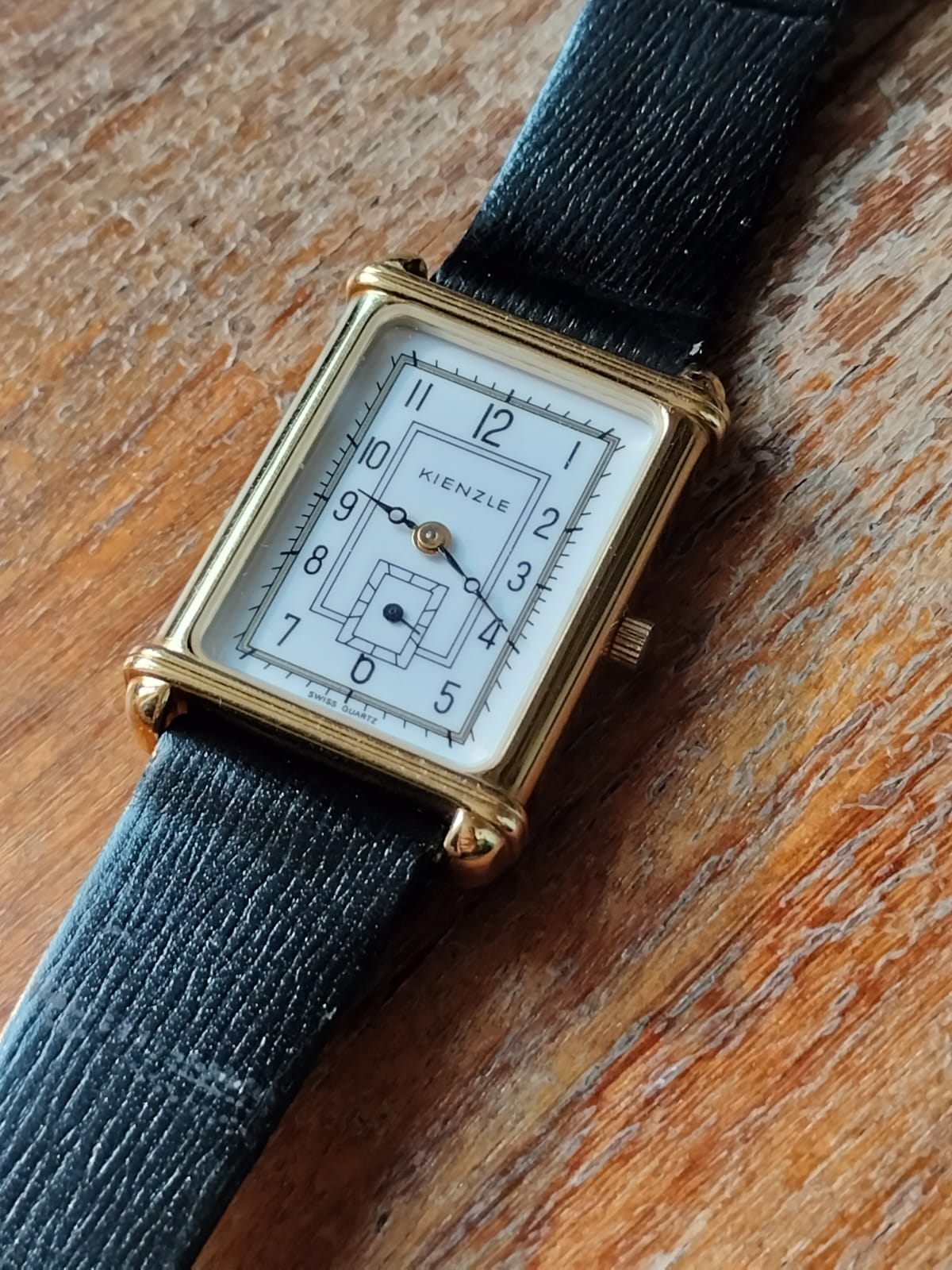
Kienzle rettangolare al quarzo, anni '80

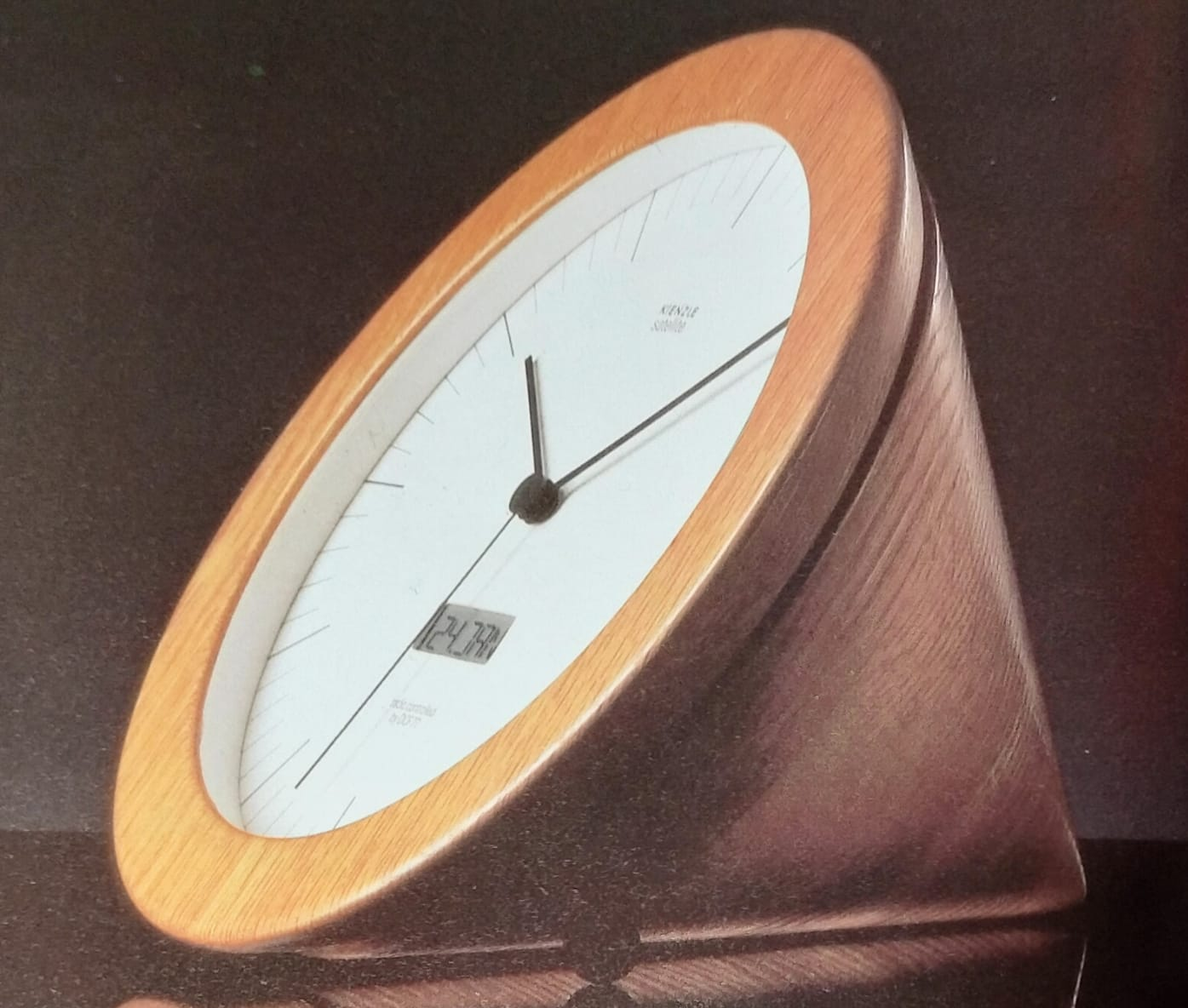
Kienzle Satellite radiocontrollato

Johannes Schlenker fonda la Schlenker nel 1822 a Villingen-Schwenningen in Germania meridionale nell'allora Regno di Württemberg, parte dell'Impero tedesco. Attorno agli anni Cinquanta dell'Ottocento il fondatore viene affiancato in azienda dai figli. La produzione riguardava quasi esclusivamente pendole e pendolette secondo la tradizione tipica dell'area della Foresta Nera.

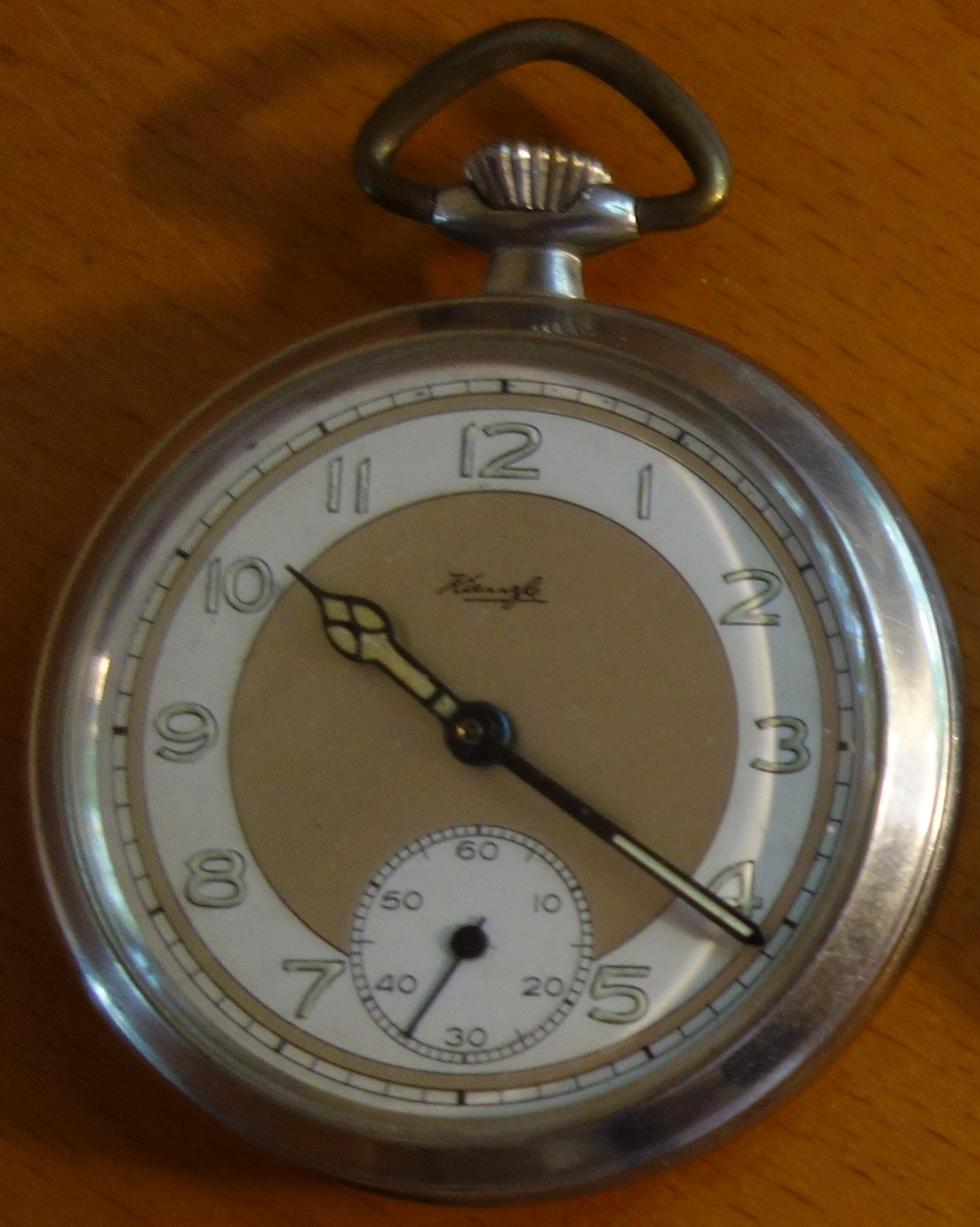
Orologio da tasca Kienzle con quadrante bitonale, anni Trenta circa

Nel 1883 l'azienda cambia nome in Schlenker & Kienzle, da Jacob Kienzle, genero del fondatore, il quale rileva l'intera attività circa un decennio più tardi, cambiando definitivamente il nome in Kienzle.
Agli inizi del Novecento l'azienda inizia la produzione di orologi da tasca e da viaggio, oltre che qualche raro esempio di orologio da polso per donna, e poco dopo inizia la realizzazione di strumenti anche per le automobili. Nel corso dei decenni questi orologi iniziarono ad essere montati da moltissime case automobilistiche, come Rolls-Royce, Porsche, Opel, Volvo, Volkswagen, BMW e Mercedes. Il successo portò all'incremento della produzione annua e del personale. I dipendenti erano una ventina a metà Ottocento, divennero oltre quattrocento agli inizi del secolo successivo, fino a circa duemilacinquecento prima dello scoppio della prima guerra mondiale. Kienzle diventa così uno degli orologiai tedeschi di massa, così come avvenne anche per Junghans.
La fama della casa è data anche dalla realizzazione, in proprio, di meccanismi affidabili e resistenti, come il 051a50, realizzato in numerose versioni prodotte per lungo tempo.
Negli anni 1930 inizia la realizzazione dei primi orologi da polso (virando così la produzione sulle tendenze della moda dell'epoca, che videro spostare l'orologio dal taschino al polso della clientela), e la promozione degli stessi viene favorita da uno showroom mobile, ribattezzato "Kienzle Bus". Negli stessi anni si diffonde anche la sveglia da tavolo Kienzle Duo, che ottiene un grande successo. Nel 1933 Kienzle apre una filiale a Milano dove viene fondata la S.I.O.K. (Società Italiana Orologi Kienzle) per produrre casse e alcune componenti per i segnatempo. Gli strumenti di bordo si dimostrano tanto affidabili che iniziano ad essere montati anche su aerei e mezzi militari a partire dagli anni Trenta e durante la seconda guerra mondiale.
Tra gli anni Quaranta e Cinquanta viene lanciato il Kienzle Signal, un timer meccanico con conto alla rovescia fino a 60 minuti che verrà declinato in numerosissime forme. Attorno agli anni Cinquanta nascono le linee più sportive Alfa, Markant e Life, caratterizzate da fondello a vite, buona leggibilità e antimagnetismo, dimostrandosi più robuste e più adatte come orologi da tutti i giorni. Un altro segnatempo di quegli anni fu il "Volks Automatik", cioè l'automatico popolare, un modello da polso con movimento a carica automatica (della serie Kienzle 57) con rotore bidirezionale. Si trattava però di un orologio molto più costoso rispetto alla variante con carica manuale, e ciò lo rese meno diffuso e indusse Kienzle a non realizzare altri movimenti automatici al di là della serie 57. Al fianco di questi modelli più sportivi, c'è la linea Bauhaus, che invece è più elegante e minimalista, nello stile dell'omonima scuola d'arte e architettura tedesca.

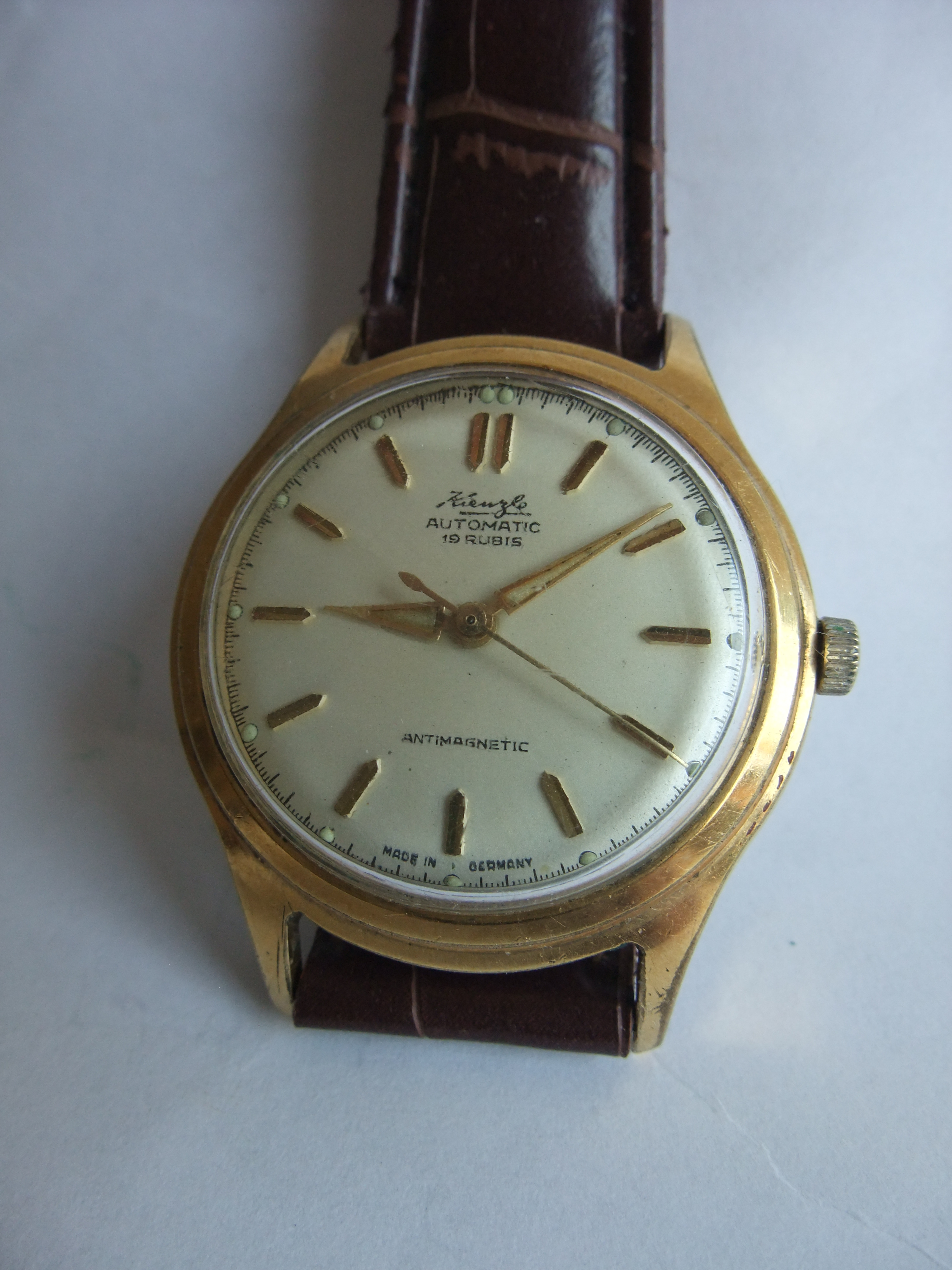
Kienzle automatico placcato, anni Sessanta circa

In questi anni, quasi tutti i movimenti erano realizzati da Kienzle, e si trattava perlopiù di calibri robusti e con pochi rubini al loro interno. Solo alcuni calibri, come ad esempio quelli di forma, non erano realizzati in-house, ma erano forniti dalla tedesca Durowe. Uno dei movimenti maggiormente diffusi in questo periodo è il Kienzle 051, con platina a tre quarti secondo la moda tedesca, declinato in varie versioni secondo i gusti dell'epoca: datario, piccoli secondi, secondi centrali, oppure con modifiche all'organo regolatore. Nonostante il diametro di circa 27 millimetri di questo calibro, è stato anche montato su alcuni modelli da tasca, in quanto particolarmente robusto, affidabile ed economico.

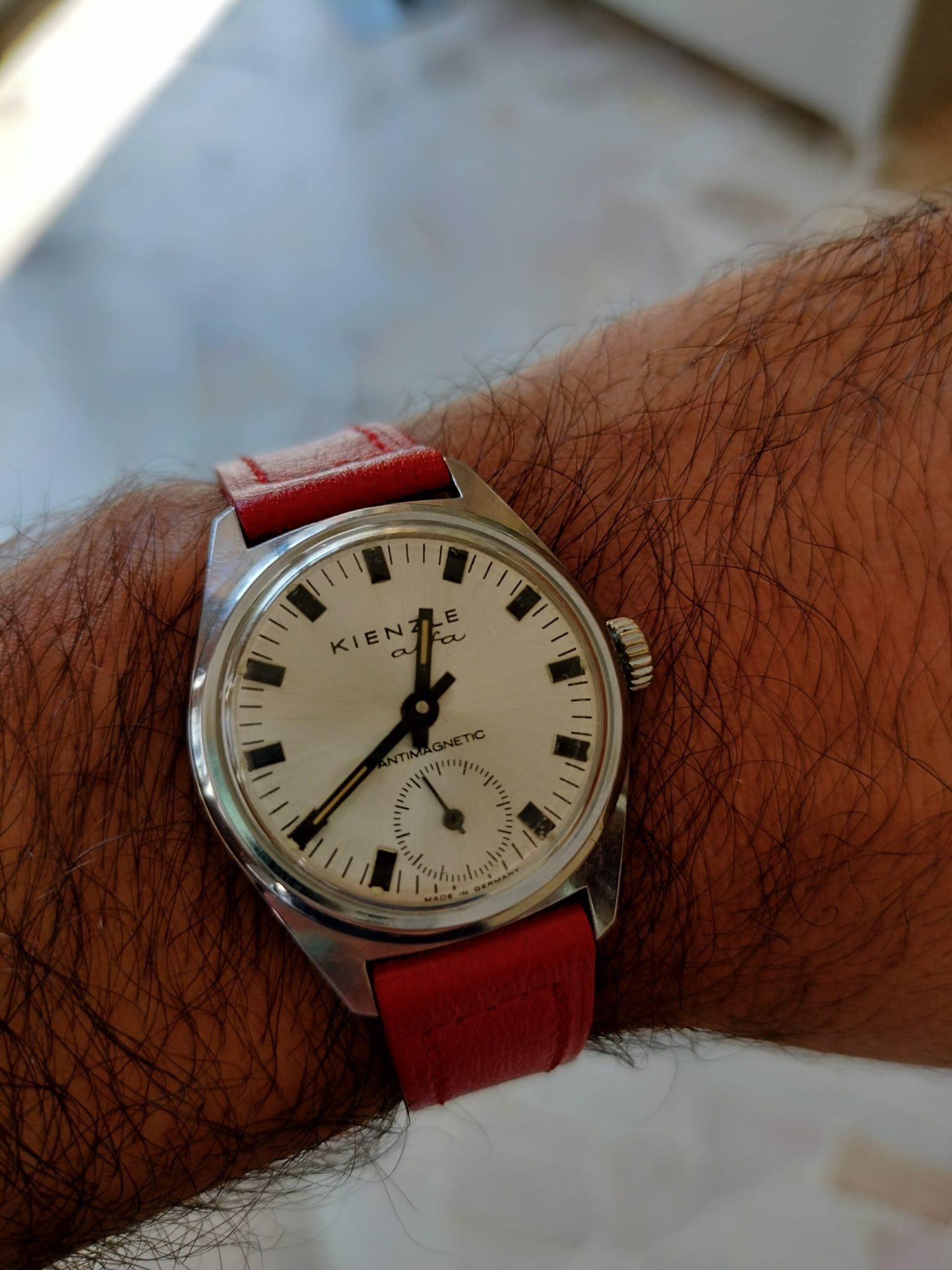
Kienzle Alfa meccanico, metà anni '60

Negli anni Sessanta diventa celebre un orologio da tavolo rotondo, che rappresenta sul quadrante il planisfero e che, in una mezzaluna che occupa la parte inferiore del quadrante, consente la visualizzazione dei differenti fusi orari. Questo disegno risale al 1939, quando degli esponenti del Reich lo commissionarono a Kienzle da regalare ad Adolf Hitler, in occasione del cinquantesimo compleanno di quest'ultimo. Non si tratta dell'unico orologio da tavolo rilevante: negli stessi anni viene presentato anche l'Heliomat, a energia solare.

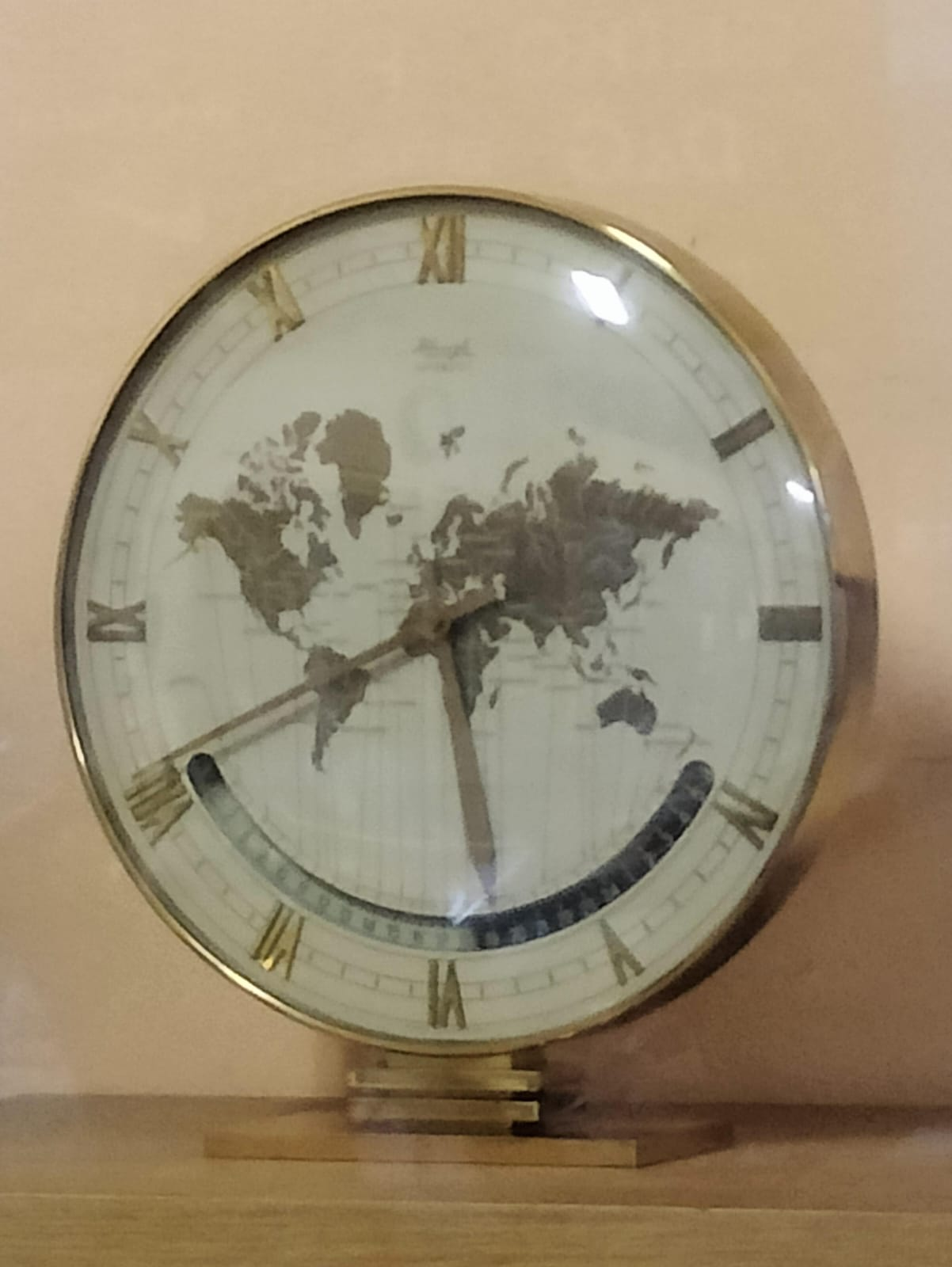
Kienzle da tavolo con indicazione delle 24 ore, anni Sessanta circa. Si tratta della riproduzione dell'orologio realizzato per Adolf Hitler.

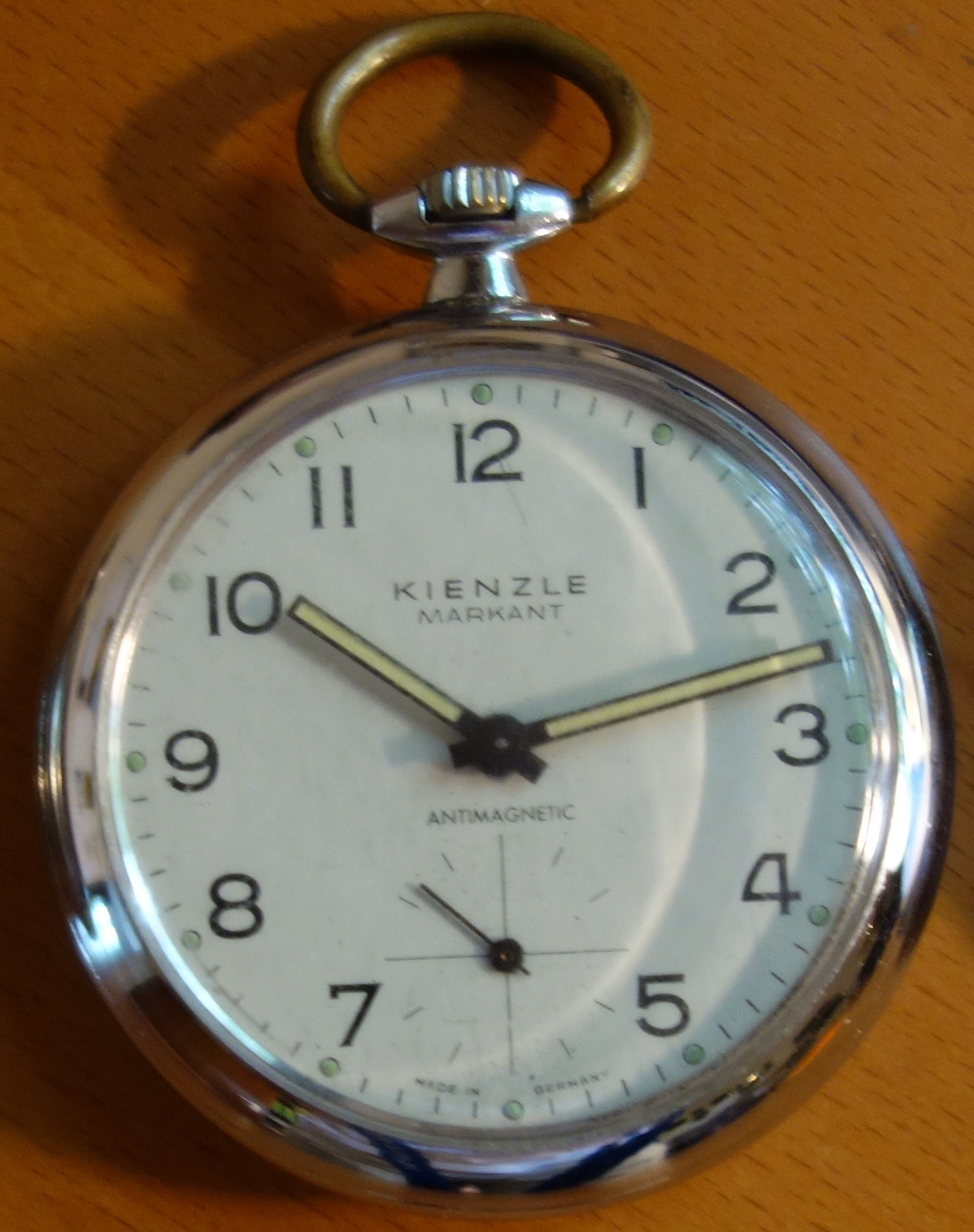
Kienzle Markant da tasca, anni Sessanta/Settanta

A partire dagli anni '70 prende invece piede la collezione Aristokrat, formata da un'estetica più particolare, in linea con il periodo, con casse rettangolari o quadrate smussate. Altra collezione importante in questi anni è la Sport, con cassa a cuscino. Inoltre, con l'avvento dell'orologio al quarzo, Kienzle si adegua realizzando orologi con movimenti a batteria e alcuni anche con display LCD.
Per tutti gli anni Ottanta prosegue, a fianco degli orologi da polso, anche la produzione di sveglie, orologi da parete, strumenti di bordo e di pendolette da tavolo. In questo periodo si diffonde il Satellite, un orologio da tavolo, inizialmente realizzato con cassa in legno, estremamente preciso grazie al radiocontrollo. La S.I.O.K. inoltre non distribuisce più solamente Kienzle, ma anche pendole e orologi da tavolo dei marchi L'Epée e Kundo.

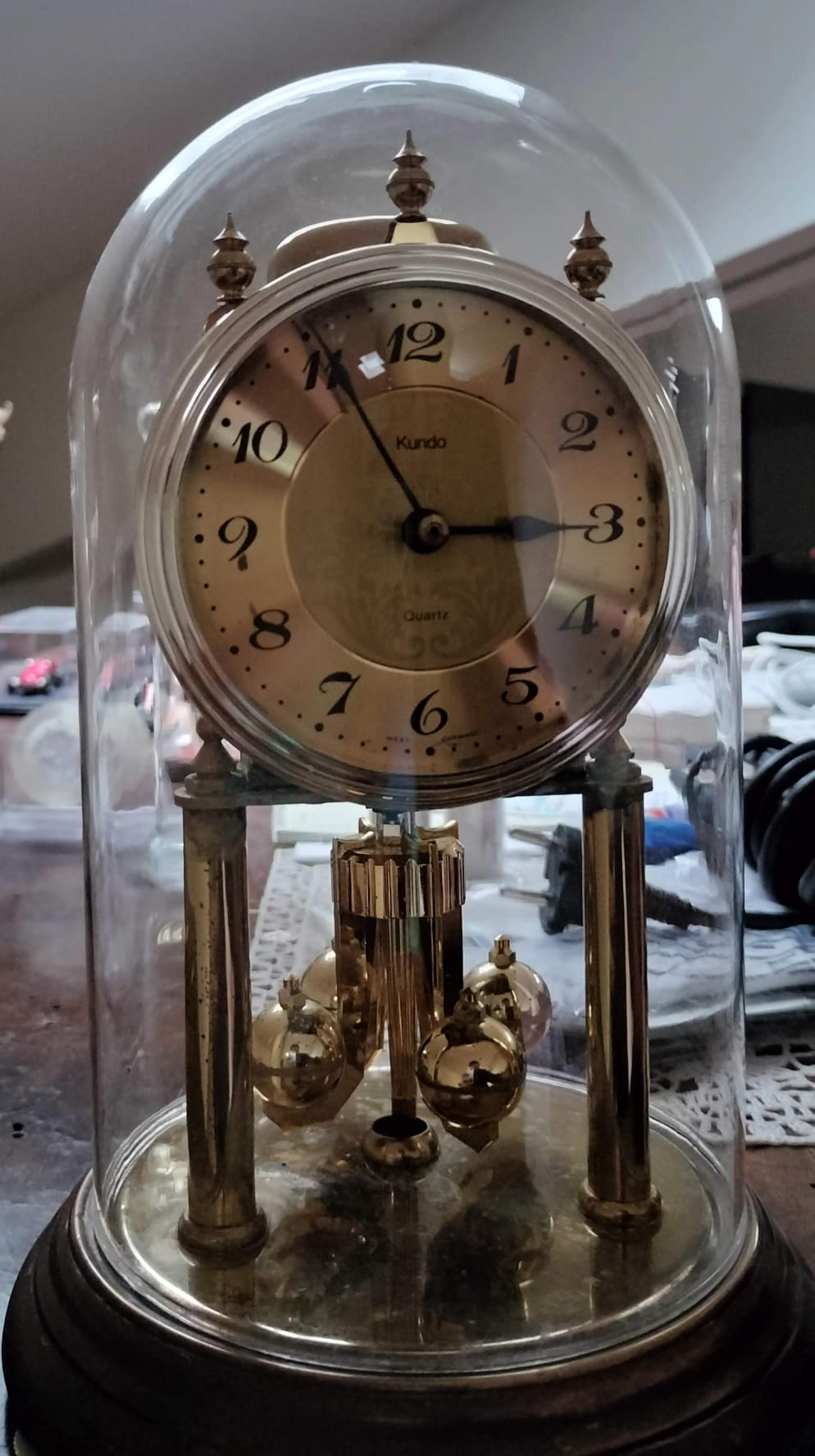
Pendoletta da tavolo al quarzo Kundo, distribuita da Kienzle. Anni Ottanta.

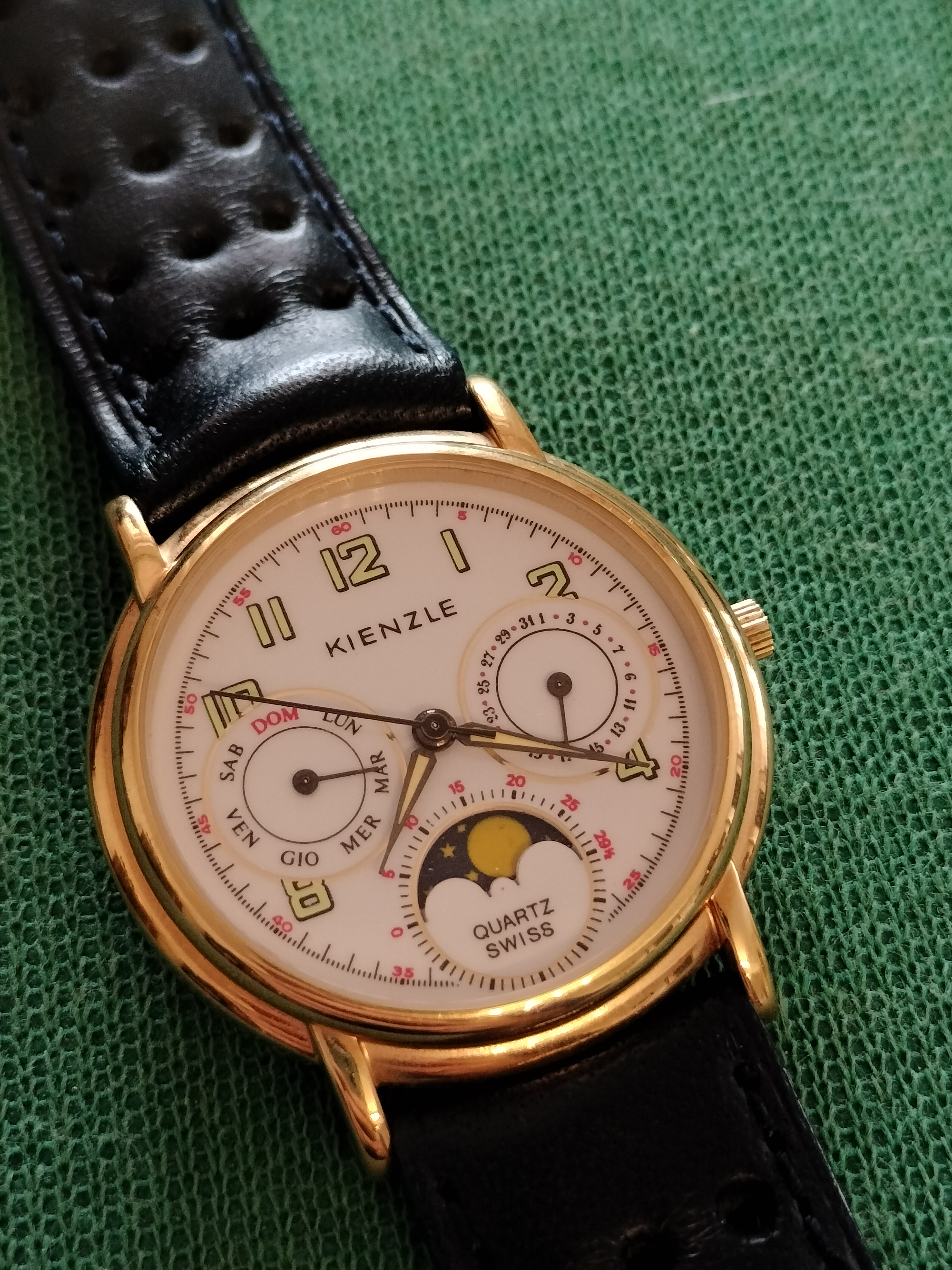
Kienzle calendario completo, seconda metà anni '80

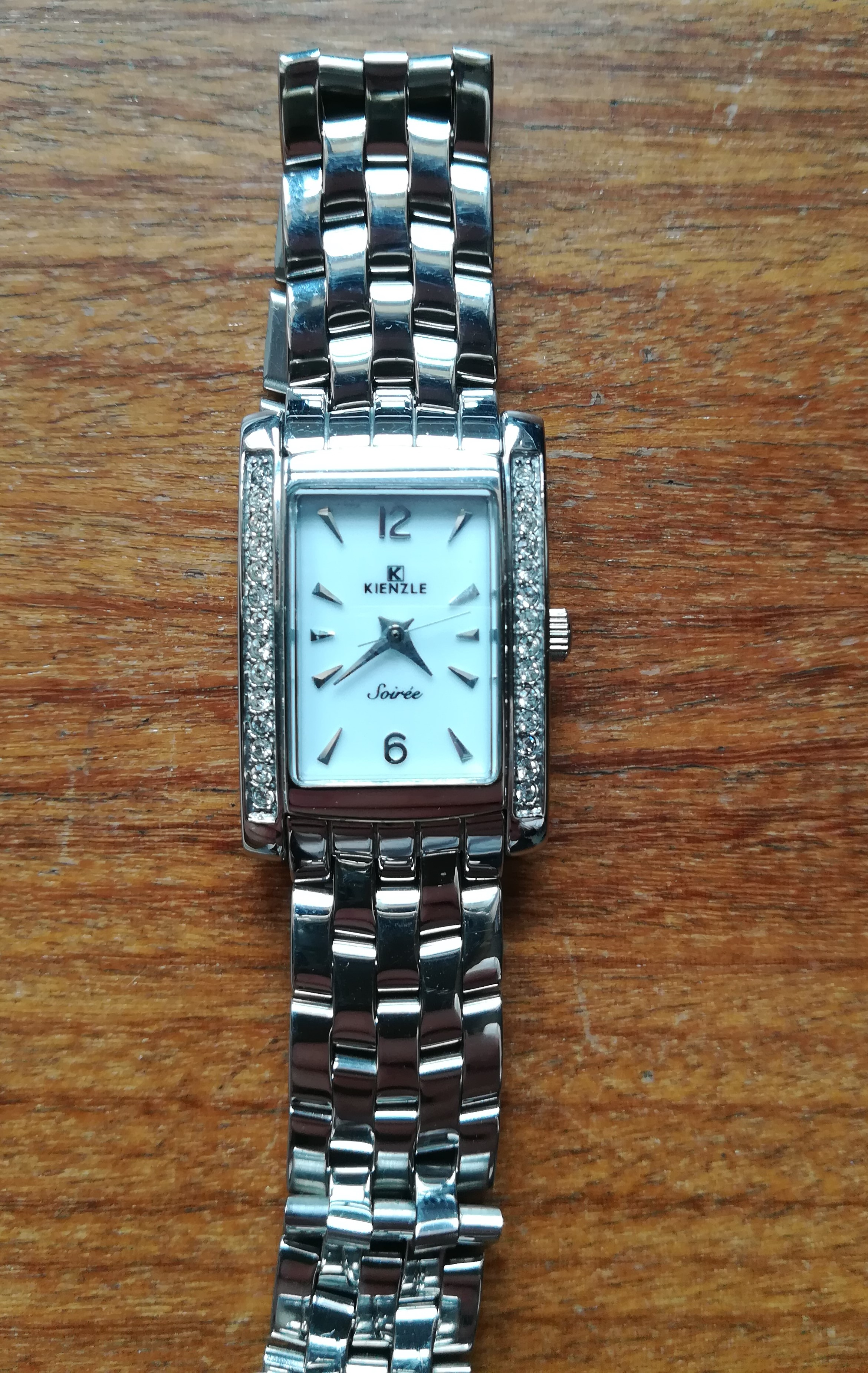
Kienzle da donna al quarzo, prima metà anni 2000

Nel 1992, per celebrare i 170 anni dalla fondazione, Kienzle ha realizzato appositamente un cronografo automatico dotato di calendario completo in edizione limitata, basato sul calibro Valjoux 7751. Nel 1995 viene realizzato l'Hyperbar Extreme, un orologio da sub professionale in grado di resistere a 1200 bar (12.000 metri di profondità). Nel 2002 la S.I.O.K. ha cambiato nome in Kienzle Italia. Lo stesso anno, la sede è stata trasferita ad Amburgo.Attualmente la casa propone diverse collezioni: l'elegante Classic, che comprende segnatempo raffinati, come il Mechanical Edition, un orologio con riserva di carica, datario retrogrado e heart beat (con movimento cinese Seagull automatico); la linea Aviator, che richiama i vecchi orologi da pilota utilizzati fin dalla Seconda guerra mondiale; diversi orologi da tasca; i Diver, che comprendono il marchio Poseidon (sempre parte di Kienzle), e il modello Ares, in grado di raggiungere i 1000 metri di profondità; e la linea Hommage.

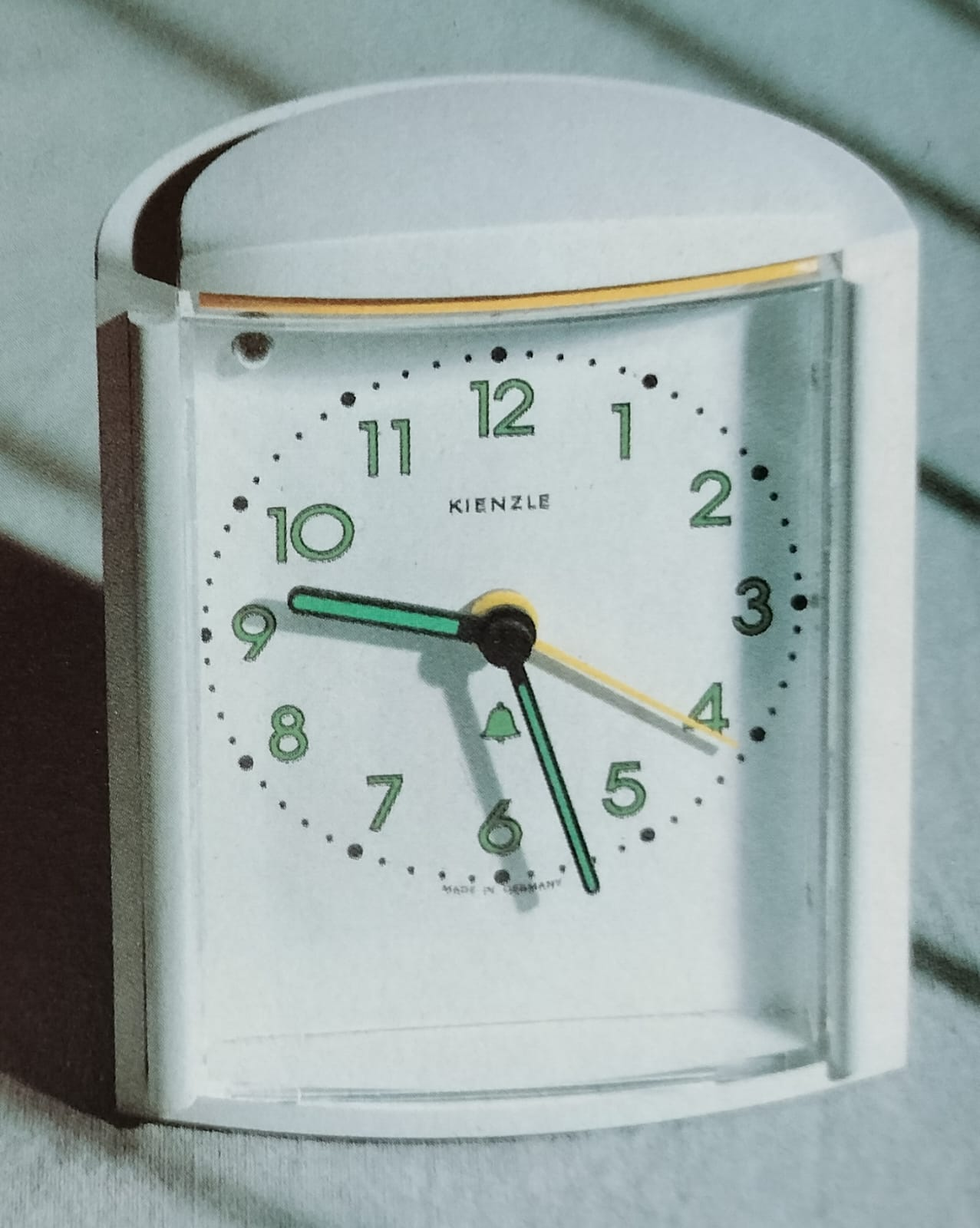
Modello Saturn di inizio anni Novanta

Nel 2022 l'azienda ha celebrato i 200 anni dalla fondazione, proponendo un modello da aviatore, con movimento automatico, che presenta sul quadrante il numero 200.